# ویلز (سیستم‌عامل)
ویلز (انگلیسی: Wheels) یک سیستم عامل برای کامپیوتر کمودور ۶۴ است که تا حدی مبنی بر سیستم عامل گرافیکی قدیمی GEOS است.
این سیستم‌عامل توانایی‌های جدیدی به این کامپیوتر اعطا می‌کند: توانایی برای پخش فیلم و موزیک (mp3) و محیط جستجوی اینترنتی گرافیکی (و توانایی‌های محدود سرویس‌دهی) و چند وظیفه‌ای است.
لازم است ذکر شود این سیستم عامل دیگر توسعه نمیابد.

## نیازمندی‌های حداقلی
یک شتاب دهنده قوی (پردازنده ۶۵۸۱۶ به جای پردازنده استاندارد ۶۵۰۲) و حد اقل یک ۱۲۸ کیلوبایت حافظه. همچنین این سیستم‌عامل از سخت‌افزار استاندارد GEOS,C64os استاندارد که نمی‌توان جا به جا کرد و شامل دیسک سخت (تا ۴ گیگا بایت) و فلاپی دیسک با چگالی بالا (تا ۱٫۶ مگا بایت) و آدرس دهی حافظه دست یابی مستقیم الصاقی است، پشتیبانی می‌کند.

## نحوه انتشار
اوپن سورس بودن ویلز قطعی نیست و به اینکه چه استفاده کننده‌ای سورس این سیستم‌عامل را درخواست کند بستگی دارد. اگر چه که منبع آن برای دید عموم بدون نیاز به پذیرش یک اجازه‌نامه در دسترس است، خود نرم‌افزار انحصاری و تجاری است و بیننده‌هایی که خود نرم‌افزار را ندارند انتظار کامپایل کردن کد را ندارند.